# Quejigares de la Tierra del Vino
Quejigares de la Tierra del Vino este o arie protejată (arie specială de conservare — SAC, sit de importanță comunitară — SCI) din Spania întinsă pe o suprafață de 366,35 ha, integral pe uscat.

## Localizare
Centrul sitului Quejigares de la Tierra del Vino este situat la coordonatele 41°17′38″N 5°43′54″W / 41.294°N 5.7318°V.

## Înființare
Situl Quejigares de la Tierra del Vino a fost declarat sit de importanță comunitară în august 2000 pentru a proteja 2 specii de animale. Situl a fost protejat și ca arie specială de conservare în septembrie 2015.

## Biodiversitate
Situată în ecoregiunea mediteraneană, aria protejată conține 8 habitate naturale: Dehesas cu Quercus spp. perene, Lacuri eutrofice naturale cu vegetație de tip Magnopotamion sau Hydrocharition, Pajiști umede mediteraneene cu ierburi înalte de Molinio-Holoschoenion, Păduri de Quercus ilex și Quercus rotundifolia, Iazuri temporare mediteraneene, Păduri iberice de Quercus faginea și Quercus canariensis, Păduri termofile cu Fraxinus angustifolia, Pseudostepă cu ierburi și specii anuale de Thero-Brachypodietea.
La baza desemnării sitului se află mai multe specii protejate de  nevertebrate (2): croitorul mare al stejarului (Cerambyx cerdo), Euplagia quadripunctaria.
Pe lângă speciile protejate, pe teritoriul sitului au mai fost identificate 1 specie de amfibieni, 2 specii de mamifere.